# (5168) Jenner
(5168) Jenner (1986 EJ) – planetoida z pasa głównego asteroid okrążająca Słońce w ciągu 3,58 lat w średniej odległości 2,34 j.a. Odkryta 6 marca 1986 roku.